# Grube Carl (Frechen)

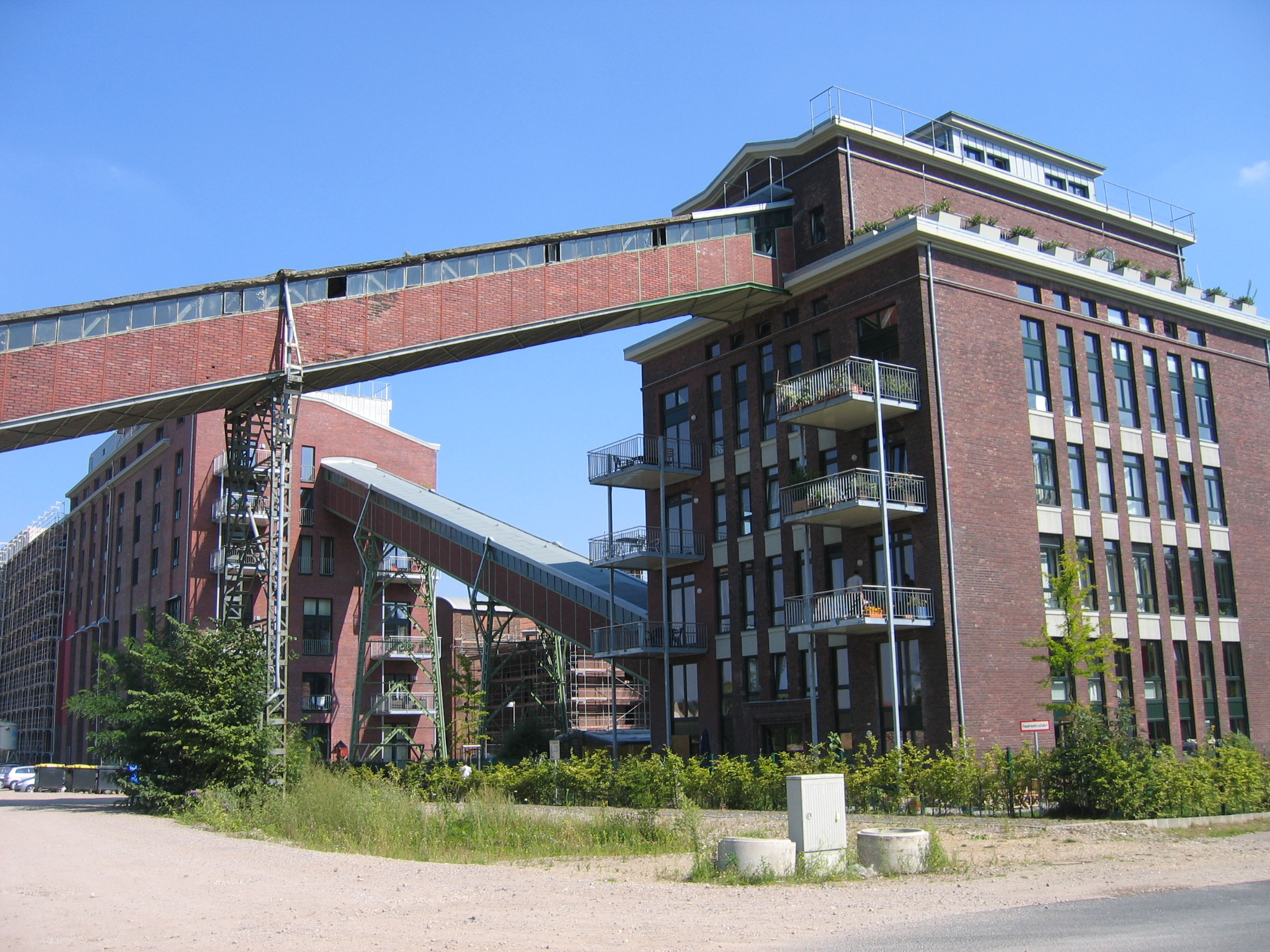
Ehemalige Brikettfabrik mit Wohneinheiten

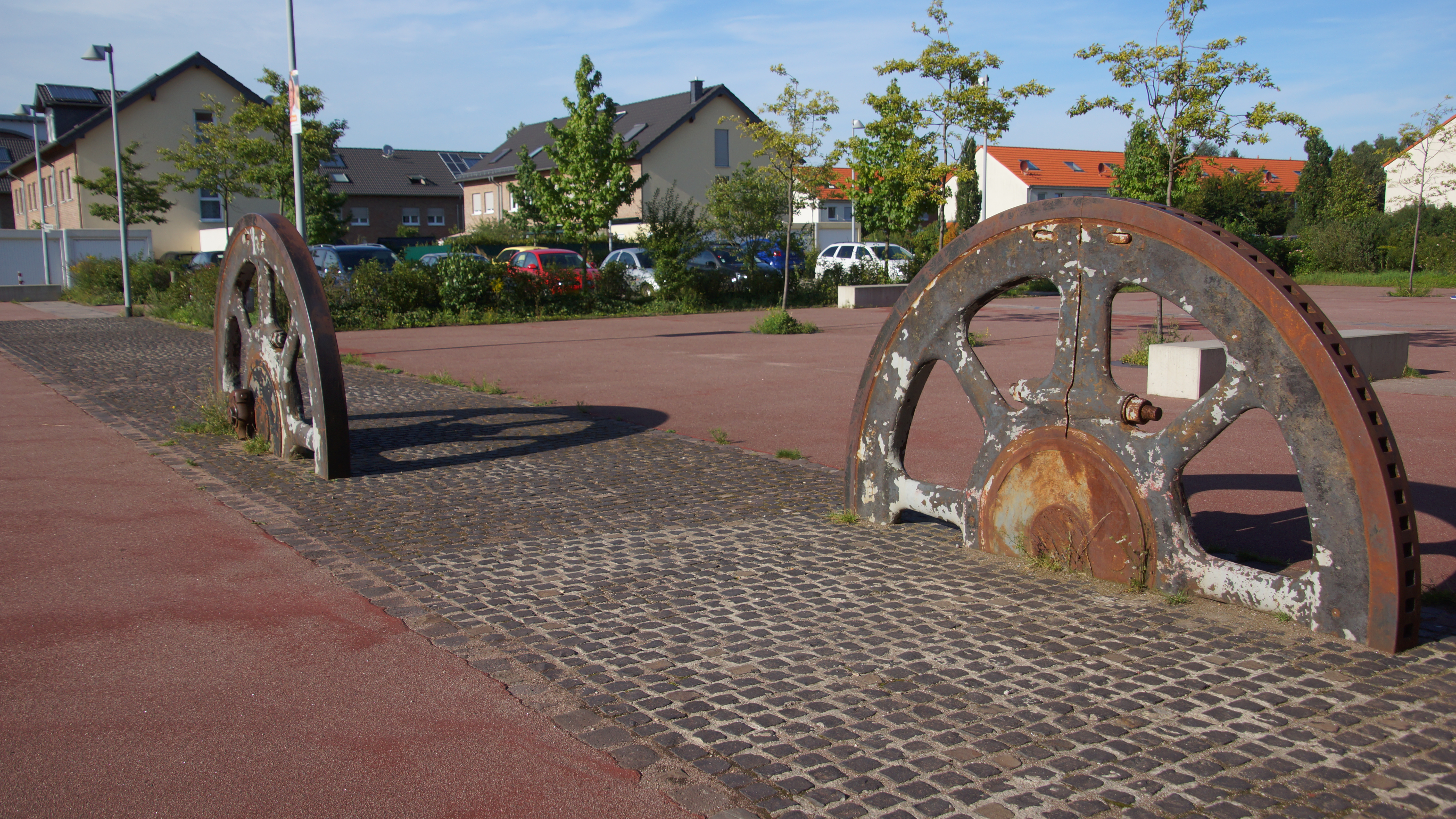
Grube Carl, Teile der Brikettfabrik

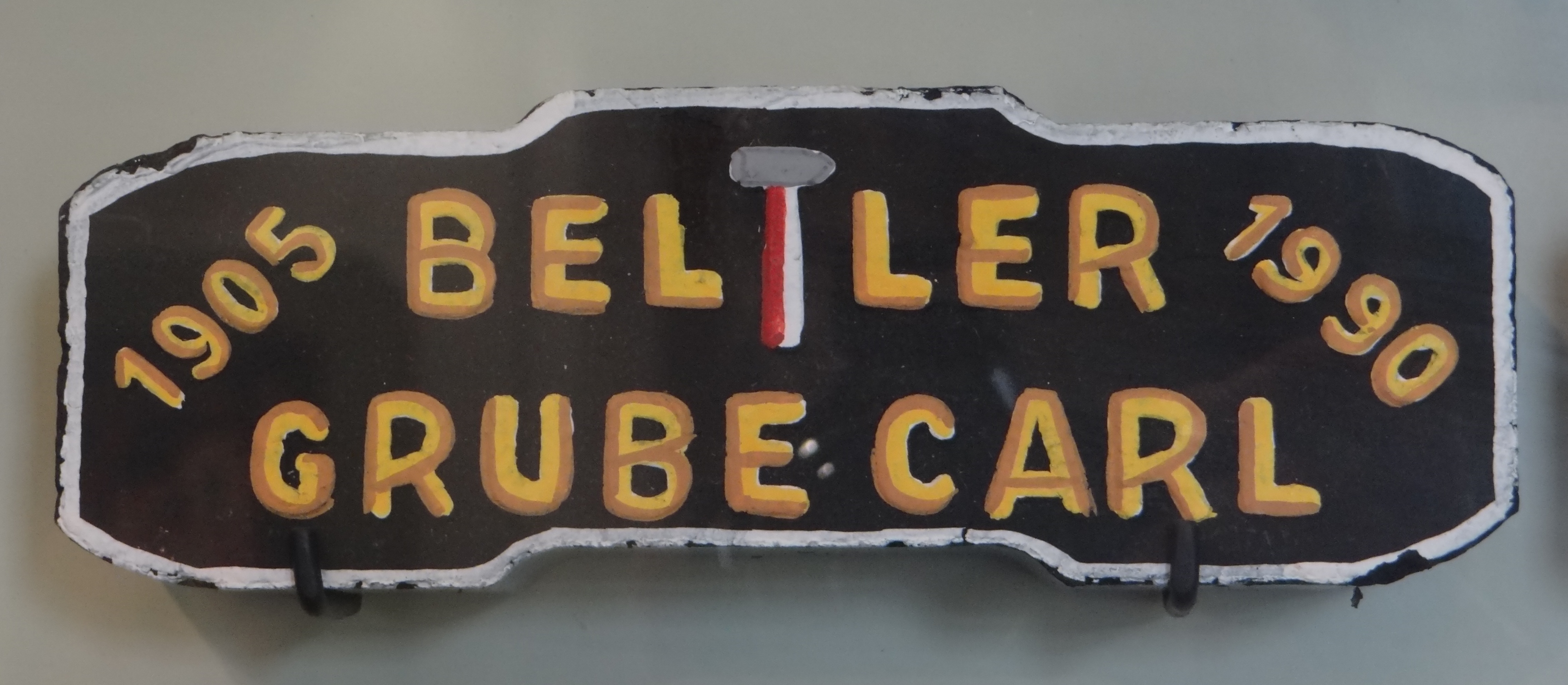
Zierbrikett der Brikettfabrik Grube Carl (Marke „Beller Hammer“)

Grube Carl ist heute ein Stadtteil von Frechen im Rhein-Erft-Kreis an der Stelle der ehemaligen Grube und Brikettfabrik Grube Carl.

## Geschichte
Mit dem Erwerb der Konzession am 25. Juli 1867 durch den Obersteiger der Frechener Klüttenkaulen Carl Sutor für zwei Abbaufelder im Villewald zwischen Frechen und Horrem im Rheinischen Braunkohlerevier, die er nach sich und seinem Bruder Wilhelm benannte, beginnt die Geschichte von Grube Carl. 1869 wurde mit dem Geldgeber und Tonröhrenfabrikanten Heinrich Eduard Sticker die Gewerkschaft Vereinigte Carl gegründet, die 1872 auch noch das Feld Wachtberg erwarb. Aber erst als die Konzession in die Hand der 1904 gegründeten Gewerkschaft Bellerhammer übergegangen war, wurde mit einem Obligations-Kredit von 600.000 Reichsmark des Bankhauses Deichmann 1905/07 die Brikettfabrik mit vorerst sechs Pressen errichtet und 1905 die Grube aufgeschlossen. Der Abraum kam auf zwei Halden östlich und nordwestlich der Fabrik.
Die Brikettfabrik Grube Carl war von 1907 bis 1995 in Betrieb und hat in diesem Zeitraum 40 Millionen Tonnen Briketts produziert. Die Kohle hierfür kam anfangs aus der gleichnamigen kleineren Grube Carl und der Grube Wachtberg, ab 1951 aus dem Tagebau Frechen.
Die Versuche, die gesamte Anlage unter Denkmalschutz zu stellen, scheiterten. Nach Stilllegung der Brikettfabrik wurde seit Mitte der 1990er-Jahre in der Umgebung durch verstärkte Wohnbebauung eine neue Nutzung für das Gelände gefunden. Von zehn Fabrikgebäuden wurden sechs erhalten, auf eine museale Gesamtpräsentation der Maschinen und des Produktionsprozesses musste jedoch verzichtet werden. Die unter Denkmalschutz stehenden Gebäude „Pressenhaus“, „Nassdienst“, „Elektrostation“ und „Niederdruckkesselhaus“ der Brikettfabrik wurden entkernt und zu hochwertigen Loftwohnungen umgebaut.
Die Architektenkammer Nordrhein-Westfalen hat das Trocken- und Pressenhaus der Grube Carl in Kooperation mit dem Ministerium für Bauen und Verkehr des Landes NRW im April 2008 im Rahmen der Aktionsplattform „NRW wohnt“ ausgezeichnet. Eine Jury unter Vorsitz von Landeskonservator Udo Mainzer wählte unter den 41 Einreichungen zwölf Arbeiten aus, die in besonderer Weise virulente Probleme und Aufgabenstellungen der städtebaulichen Entwicklung in Nordrhein-Westfalen aufgreifen und überzeugende, beispielhafte Lösungen gefunden haben.

## Verkehr
Die VRS-Buslinie 965 der REVG verbindet den Ort mit Frechen Mitte und Köln-Weiden West. Zusätzlich verkehren einzelne Fahrten der auf die Schülerbeförderung ausgerichteten Linie 968.
| Linie | Verlauf |
| ----- | --- |
| 965   | Grube Carl – Frechen Rathaus – EuroPark – Weiden West                                                                                         |
| 968   | Schülerverkehr: Habbelrath – Grefrath – Grube Carl – Benzelrath – (Frechen Burgschule ←) Frechen Rathaus → Frechen Burgschule /← Lindenstraße |

Die nächste Autobahn-Anschlussstelle ist Gleuel an der A 1. Die Siedlung wird über die Dürener Straße erreicht.